# It Ain't Safe No More
Album It ain´t safe no more z roku 2002 je již šesté v pořadí amerického rappera Busty Rhymese. Deska je řazena k jeho nejlepší tvorbě. S Busta Rhymesem se na desce podílí skupina Flipmode Squad, se kterou Busta také spolupracoval. Díky počinům "I know what you want" a "Make it clap" byla desce udělena platina.
Úspěšné songy: Make it clap, I know what you want, What do you do when your branded, Call the Ambulance, Hop, Together, Hey Ladies....